# Ez a fiúk sorsa
Ez a fiúk sorsa (eredeti cím: This Boy's Life) 1993-as amerikai életrajzi filmdráma, amely Tobias Wolff író azonos című memoárja alapján készült. A film rendezője Michael Caton-Jones, főszereplője Leonardo DiCaprio mint Tobias "Toby" Wolff. A mellékszerepeket Robert De Niro, Chris Cooper, Carla Gugino, Eliza Dushku és Tobey Maguire alakítják.
Ez volt az első együttműködés Maguire és DiCaprio között a vásznon, akik később a Don kocsmája és A nagy Gatsby című filmekben dolgoztak együtt.

## Cselekmény
1957-ben egy fiú és anyja elmenekül keletről és bántalmazó barátjuk elől, hogy új életet keressenek; Seattle-ben kötnek ki, ahol az anya megismerkedik egy kedves autószerelővel. A fiú folyamatosan bajba kerül, mert rossz társaságba keveredik. Az anya feleségül megy a szerelőhöz, de hamarosan kiderül, hogy a férfi erőszakos és mértéktelen alkoholista. Az anya-fia páros lehetetlen helyzetben küzd a remény fenntartásáért, miközben a fiú felnőve azt tervezi, hogy minden lehetséges úton elmenekül a kisvárosból. 

## Szereplők
| Karakter                  | Színész           | 1. magyar hang     | 2. magyar hang     |
| ------------------------- | ----------------- | ------------------ | ------------------ |
| Dwight Hansen             | Robert De Niro    | Vass Gábor         | Reviczky Gábor     |
| Caroline Wolff Hansen     | Ellen Barkin      | Andresz Kati       | Orosz Helga        |
| Tobias "Toby" Wolff       | Leonardo DiCaprio | Bolba Tamás        | Kenéz Ágoston      |
| Arthur Gayle              | Jonah Blechman    | Boros Zoltán       |                    |
| Pearl                     | Eliza Dushku      | Dögei Éva          |                    |
| Roy                       | Chris Cooper      | Harmath Imre       | Rosta Sándor       |
| Norma                     | Carla Gugino      | Kisfalvi Krisztina | Kisfalvi Krisztina |
| Skipper                   | Zachary Ansley    | Markovics Tamás    | Markovics Tamás    |
| Kathy                     | Tracey Ellis      |                    |                    |
| Marian                    | Kathy Kinney      | Némedi Mari        |                    |
| Arch Cook                 | Robert Zameroski  |                    |                    |
| Chuck Bolger              | Tobey Maguire     |                    |                    |
| Jerry Huff                | Tristan Tait      |                    |                    |
| Psycho                    | Travis MacDonald  | Minárovits Péter   |                    |
| A&P igazgató              | Richard Liss      |                    |                    |
| Terry Taylor              | Michael Bacall    |                    |                    |
| Terry Silver              | Adam Sneller      |                    |                    |
| Mr. Howard                | Gerrit Graham     | Uri István         | Czvetkó Sándor     |
| Geiger-számláló kereskedő | Thomas Kopache    |                    |                    |
| Shippy igazgató           | Lee Wilkof        | Wohlmuth István    |                    |
| Jimmy Voorhees            | Sean Murray       |                    |                    |
| Oscar Booker              | Jason Horst       |                    |                    |
| Bemondó                   | Ross Chaston      | Komlós András      | Umbráth László     |

## Bevétel
A filmet 1993. április 9-én mutatták be korlátozott időtartamban, és 74 425 dollárt keresett azon a hétvégén; A nagyközönség számára április 23-án mutatták be. Bemutatásakor a film a 10. helyen nyitott a jegypénztáraknál, és 1 519 678 dollár bevételt hozott. A film 410 496 dolláros hazai bruttó bevétellel zárt.